# Charles Louis de Maere
Charles Louis de Maere (Sint-Niklaas, 5 dicembre 1802 – Gand, 8 settembre 1885) è stato un imprenditore e compositore belga.

## Biografia
Charles Louis de Maere era un amico personale del principe ereditario olandese e nel 1830 essendo orangista decise di spostarsi dal Maere ai Paesi Bassi settentrionali. Nel 1832 fondò una fabbrica di tessitura di lino pregiato a Twente e a Enschede.
Il Maere svolto un ruolo importante nella formazione e il miglioramento delle condizioni di lavoro nel settore tessile nei Paesi Bassi. Nel 1833 ha fondato la prima scuola di tessitura di Enschede, dove, quando è stato insegnato 25 alunni. Il 12 settembre 1922 gli fu intitolata la Scuola Superiore tessile Maere.
Nel 1839 ottenne la nazionalità olandese e nel 1842 l'accesso alla nobiltà olandese. Come suo motto scelse: "Honneur et Travail". Nel 1847 ha dedicato la sua raccolta di poesie "Fleur de Bruyeres" a re Guglielmo II dei Paesi Bassi
Nel 1856 ritornò in Belgio dove nel 1871 ottenne anche qui l'inserimento nella nobiltà belga, con il titolo ereditario di barone.
Si sposò con Cecile Van Remoortere (1802-1883), figlia del barone e senatore Pierre van Remoortere de Naeyer da cui ebbe cinque figli: Caroline de Maere (1824-1890), Emile de Maere (1825-1898), August de Maere (1826-1900), Adolphe de Maere (1831-1860), Caroline de Maere (1835-1913). A Emile de Maere fu trasmesso il titolo materno.
Charles de Maere fu anche un apprezzato compositore di musiche per coro tutte stampate a Gand.